# Chionanthus axilliflorus
Chionanthus axilliflorus är en syrenväxtart som först beskrevs av August Heinrich Rudolf Grisebach, och fick sitt nu gällande namn av William Thomas Stearn. Chionanthus axilliflorus ingår i släktet Chionanthus och familjen syrenväxter. Inga underarter finns listade i Catalogue of Life.